# 苇沟-北寿城遗址
苇沟—北寿城遗址，位于山西省临汾市翼城县西北，是中华人民共和国文物保护单位之一。
1996年1月12日，公布为第三批山西省文物保护单位，古遗址类，编号3-16。2019年10月7日公布为第八批全国重点文物保护单位，编号8-0010-1-010。